# Riley 8/90
La 8/90 è un'autovettura di fascia medio-alta prodotta dalla Riley nel 1935.
Il modello montava un motore V8 a valvole in testa da 2.178 cm³ di cilindrata e 80 CV di potenza. Era stato ottenuto combinando due motori da quattro cilindri in linea provenienti dalla 9. L'unica carrozzeria disponibile era roadster due porte. La velocità massima dalla 8/90 era di 131 km/h.
Dopo neppure un anno di commercializzazione, il modello fu tolto dal mercato per lo scarso successo riscontrato presso il pubblico. La 8/90 venne sostituita dalla 2 ½